# FAM107A
FAM107A (англ. Family with sequence similarity 107 member A) – білок, який кодується однойменним геном, розташованим у людей на короткому плечі 3-ї хромосоми.  Довжина поліпептидного ланцюга білка становить 144 амінокислот, а молекулярна маса — 17 455.
| 10         |  | 20         |  | 30         |  | 40         |  | 50         |
| ---------- |  | ---------- |  | ---------- |  | ---------- |  | ---------- |
| MYSEIQRERA |  | DIGGLMARPE |  | YREWNPELIK |  | PKKLLNPVKA |  | SRSHQELHRE |
| LLMNHRRGLG |  | VDSKPELQRV |  | LEHRRRNQLI |  | KKKKEELEAK |  | RLQCPFEQEL |
| LRRQQRLNQL |  | EKPPEKEEDH |  | APEFIKVREN |  | LRRIATLTSE |  | EREL       |

A: Аланін

C: Цистеїн

D: Аспарагінова кислота

E: Глутамінова кислота

F: Фенілаланін

G: Гліцин

H: Гістидин

I: Ізолейцин

K: Лізин

L: Лейцин

M: Метіонін

N: Аспарагін

P: Пролін

Q: Глутамін

R: Аргінін

S: Серин

T: Треонін

V: Валін

W: Триптофан

Задіяний у таких біологічних процесах як регуляція росту, поліморфізм, альтернативний сплайсинг. 
Локалізований у ядрі.